# Siedewasserreaktor Baulinie 69
Die Siedewasserreaktor Baulinie 69 (SWR-69 bzw. BWR-69) ist ein Typ von, vorrangig in Deutschland eingesetzten, Siedewasserreaktoren der Generation II. Der Typ wurde im Jahre 1969 von der damaligen Kraftwerk Union AG als Weiterentwicklung der bisherigen Siedewasserreaktoren entwickelt. Typische Merkmale für diese Kraftwerke sind die kastenförmigen Bauten und der kugelförmige Sicherheitsbehälter innerhalb des Gebäudes.

## Konstruktive Merkmale
Technisch weist die Baureihe 69 wesentliche Veränderungen im Vergleich zu den Vorgänger-Anlagen (1. Generation AEG, sowie dem BWR-1 von General Electric) auf und ist somit eine Eigenentwicklung der Kraftwerk Union (KWU), in der allerdings bereits Erfahrungen und konstruktive Merkmale der zweiten Generation von AEG eingeflossen sind, wie z. B. die kastenförmige Bauweise mit integriertem Sicherheitsbehälter.

### Sicherheitsbehälter

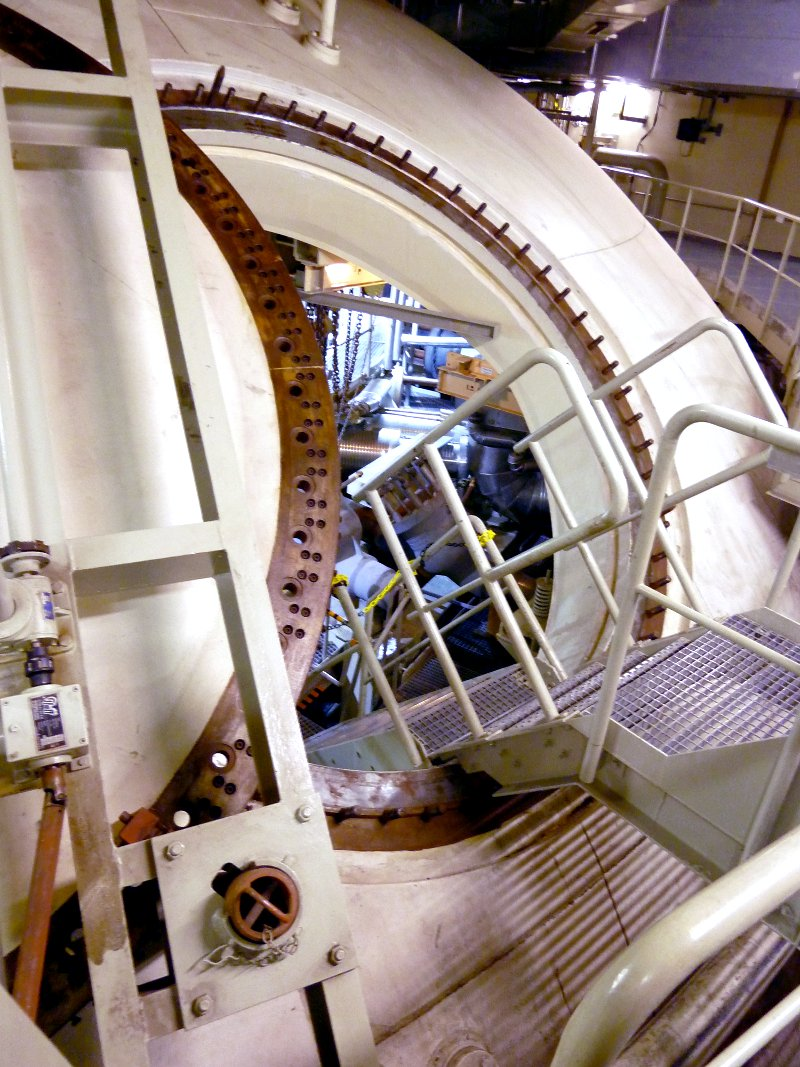
Oberer Einstieg in den Sicherheitsbehälter

Der Sicherheitsbehälter ist eine doppelwandige Stahlkonstruktion. Der innere Mantel besteht aus Feinkornstahl und hat eine Stärke von 18–48 mm, der äußere Mantel weist eine Stärke von 5 mm auf. Die Größe und die Gesamtmasse, unterscheiden sich je Kraftwerk. Beim Kernkraftwerk Zwentendorf ist der Behälter rund 36 Meter hoch und hat 26 Meter Durchmesser. Der Sicherheitsbehälter von Philippsburg-1 hat einen Durchmesser von 27 Metern und wiegt 1.000 Tonnen, jener des Kernkraftwerk Krümmel wiegt 1.600 Tonnen und hat einen Durchmesser von 29,60 Metern. Im Rahmen der Bauphase wurde der Sicherheitsbehälter außerhalb des Reaktorgebäudes gebaut und anschließend durch eine Öffnung eingeschoben.

### Reaktordruckbehälter

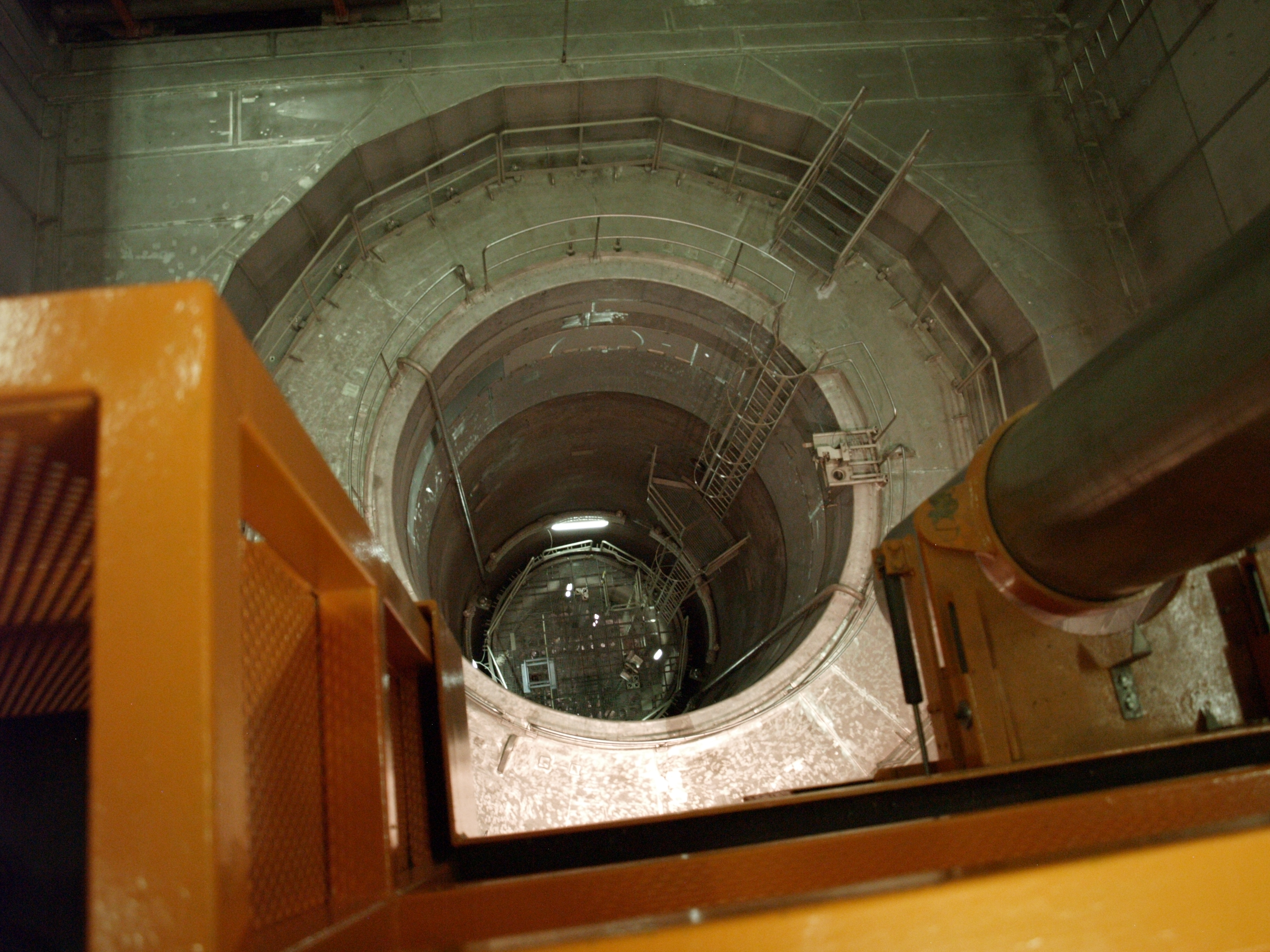
Blick von oben in den Druckbehälter

Im Reaktordruckbehälter wurden 8 bis 10 Zwangsumwälzpumpen ergänzt, damit keine reaktorexternen Umwälzschleifen (wie z. B. beim Reaktor im Kernkraftwerk Würgassen) mehr erforderlich sind. Die Umwälzung des Kühlmittels mit internen Pumpen ist für Siedewasserreaktoren der KWU charakteristisch, die Designs von General Electric wurden mit sogenannten Jet-Pumpen ausgeführt, die außerhalb des Druckgefäßes angetrieben werden. Zusätzlich besteht im Sicherheitsbehälter ein Druckabbausystem mit Sicherheitsventilen an den Frischdampfleitungen sowie einer Kondensationskammer als zusätzliche Wärmesenke.

### Brennelemente

Schematische Darstellung einer Kernzelle

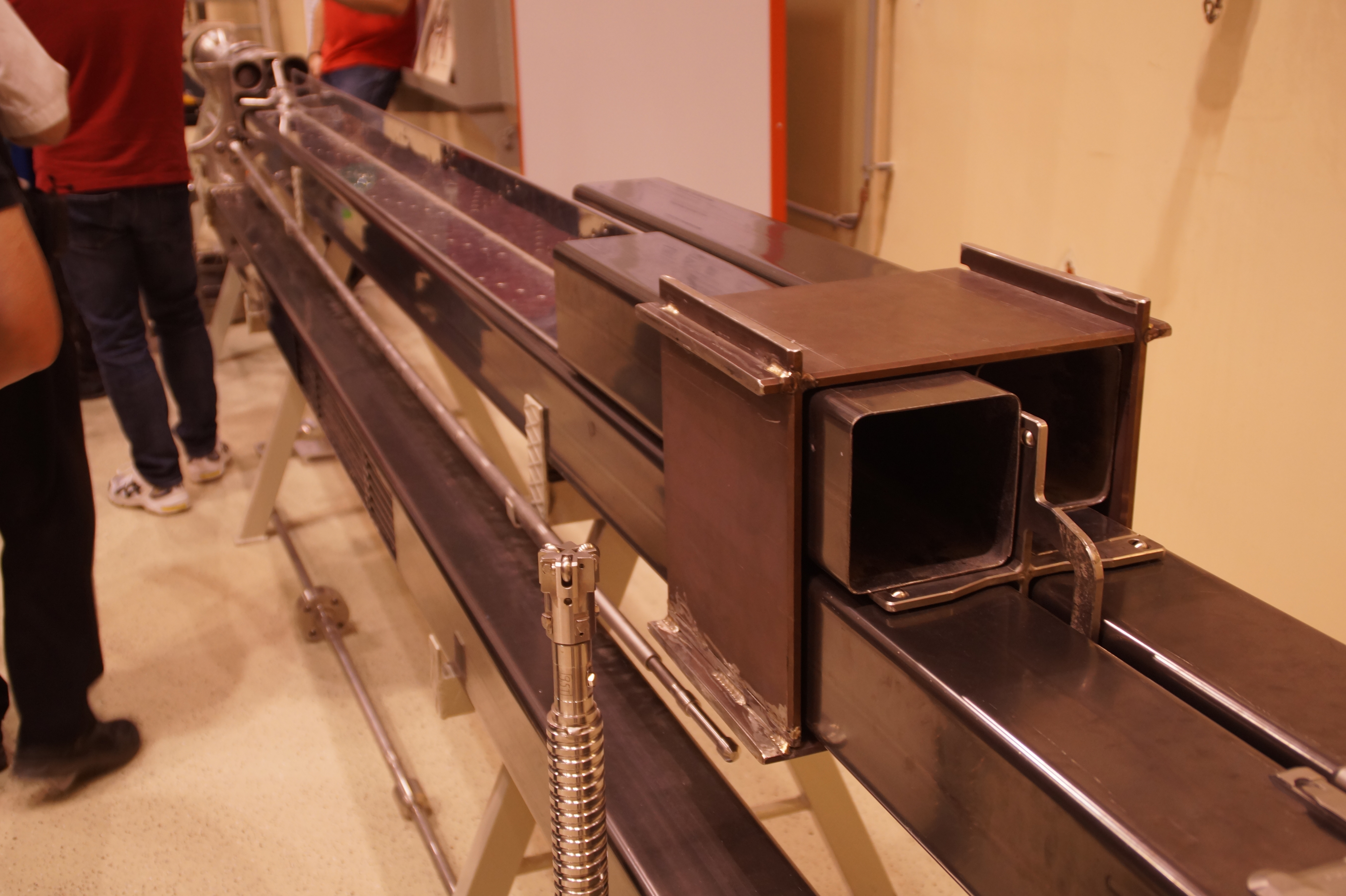
Kernzelle (Schnittmodell)

Eine Kernzelle (Brennelementgruppe) besteht aus 4 Brennelementen, die jeweils aus 49 in einem 7x7 Raster angeordneten Brennstäben besteht, der Rasterabstand beträgt 18,75 mm. Jeder Brennstab hat einen Durchmesser von 14,3 mm mit einer aktiven Länge von 3.660 mm. Im 19,2 mm breiten Raum zwischen den Brennelementen in einer Kernzelle sitzt ein kreuzförmiger Steuerstab. Jedes Brennelement sitzt zudem in einem Kasten aus Zircaloy, welcher der Führung der Steuerstäbe und des Kühlmittels dient. Das Hüllrohr der Brennstäbe besteht ebenfalls aus Zircaloy. Die mittlere spezifische Leistung beträgt 22,5 kW/kg-U, die maximale Stableistung beträgt rund 605 W/cm.

### Lagerbecken
Das Lagerbecken für abgebrannte Brennelemente liegt bei der Baulinie 69 im oberen Teil des Reaktorgebäudes außerhalb des Sicherheitsbehälters.

### Kraftwerke mit SWR-69
| Reaktorblock           | Reaktordetails | Reaktordetails  | Leistung [MW] | Leistung [MW] | Leistung [MW] | Baubeginn     | Netz- synchronisation | kommerzieller Betrieb            | Anmerkungen                                 |
| Reaktorblock           | Typ / Modell   | Hersteller      | netto         | brutto        | thermisch     | Baubeginn     | Netz- synchronisation | kommerzieller Betrieb            | Anmerkungen                                 |
| ---------------------- | -------------- | --------------- | ------------- | ------------- | ------------- | ------------- | --------------------- | -------------------------------- | ------------------------------------------- |
| Brunsbüttel (KKB)      | SWR-69         | Kraftwerk Union | 771 MWe       | 806 MWe       | 2292 MWt      | 15. Apr. 1970 | 13. Juli 1976         | 9. Feb. 1977 bis 6. August 2011  | Langzeitstillstand bereits ab 21. Juli 2007 |
| Philippsburg-1 (KKP 1) | SWR-69         | Kraftwerk Union | 890 MWe       | 926 MWe       | 2575 MWt      | 1. Okt. 1970  | 5. Mai 1979           | 26. März 1980 bis 17. März 2011  |                                             |
| Zwentendorf (GKT)      | SWR-69         | Kraftwerk Union | 692 MWe       | 723 MWe       |               | 1. Mai 1971   |                       |                                  | aufgegeben, kein kommerzieller Betrieb      |
| Isar-1 (KKI 1)         | SWR-69         | Kraftwerk Union | 878 MWe       | 912 MWe       | 2575 MWt      | 1. Mai 1972   | 3. Dez. 1977          | 21. März 1979 bis 17. März 2011  |                                             |
| Krümmel (KKK)          | SWR-69         | Kraftwerk Union | 1346 MWe      | 1402 MWe      | 3690 MWt      | 5. Apr. 1974  | 28. Sep. 1983         | 28. März 1984 bis 6. August 2011 |                                             |

Die 5 in den 1970ern gebauten Reaktoren sind, mit Ausnahme des Kernkraftwerk Krümmel (welches für eine etwa 50 % höhere Leistung dimensioniert wurde), baugleich. Aus diesem Grund wurde das fertiggestellte, aber nie in Betrieb genommene Kernkraftwerk Zwentendorf als Ersatzteilspender für die Reaktoren Brunsbüttel, Philippsburg-1 und Isar-1 verwendet.

## Sicherheitsbedenken
Das ARD-Politikmagazin „Fakt“ berichtete am 14. März 2011, dass bereits 2010 eine österreichische Studie über die Baulinie 69 einen gravierenden Konstruktionsfehler erkannt habe: an der Schweißnaht des Reaktordruckbehälters könne es zu Haarrissen kommen, die zu einem Bruch führen könnten. Der Studie zufolge sei die Überprüfung der gefährdeten Schweißnähte schwer bis gar nicht möglich. Ebenso sei dieser Konstruktionsfehler nicht durch Umbauten zu beheben. Aufgrund des außerhalb des Sicherheitsbehälters liegendem Abklingbecken bestehe im Falle eines Erdbebens oder einem ähnlich gelagerten Unfall ebenfalls ein erhöhtes Gefahrenpotenzial.
Erschwerend komme hinzu, dass Teile der Sicherheitsprüfung, im Speziellen die probabilistische Sicherheitsanalyse (PSA), nur anhand des Kernkraftwerk Philippsburg durchgeführt, aber als repräsentativ für die andern SWR-69
(Isar-1, Brunsbüttel und Krümmel) betrachtet worden seien. Die PSA Level-2 habe zu einer hohen Wahrscheinlichkeit für große Freisetzungen von radioaktivem Material im Fall eines Störfalls geführt. Dies sei insbesondere relevant, weil der Reaktor im Kernkraftwerk Krümmel für eine mit etwa 50 % höhere Nettoleistung ausgelegt ist, als in den anderen Kraftwerken mit diesem Reaktortyp.
Nach dem von der deutschen Bundesregierung im März 2011 verhängten Atom-Moratorium infolge der Reaktorkatastrophe von Fukushima wurde Ende Mai 2011 von Bund und Ländern beschlossen, die vorgenannten Reaktoren (sowie vier weitere) vorzeitig stillzulegen.